# Wii U Pro Controller
El Wii U Pro Controller es un control de videojuegos complementario para la consola Wii U, el control fue desvelado en el E3 2012, con el fin de Nintendo de atraer a gamers tradicionales. El control incluye dos palancas analógicas, una cruceta de direcciones, botones en cruz "A", "B", "X" y "Y", botones adicionales como "+", "−", "🏠︎" y "⏻" y gatillos digitales "R", "ZR", "L" y "ZL".
Nintendo aclara que el diseño del Pro Controller es una "versión mejorada" del Wii Classic Controller y "ofrece una experiencia más rica".
A pesar de esto, algunos juegos con esquemas de control flexibles, como Call of Duty: Black Ops II y Trine 2: Director's Cut, también son compatibles con los controles clásicos. El Wii U Pro Controller, sin embargo, no es compatible con juegos de Wii, ni con determinados títulos de Wii U. Otros ejemplos son los juegos que requieren de la relación entre el televisor y el mando Wii U GamePad, como Nintendo Land y ZombiU.
Según muchos usuarios, este control se asemeja al control de la consola Xbox 360 y también al igual que este, es bastante cómodo para las manos. La duración de su batería recargable es de alrededor de 80 horas encendido (80 horas de juego).

## Datos técnicos
| Tamaño                  | Aproximadamente 1.77 pulgadas de alto, 5.31 pulgadas de largo y 3.15 pulgadas de profundidad                                                     | Aproximadamente 1.77 pulgadas de alto, 5.31 pulgadas de largo y 3.15 pulgadas de profundidad                                                     |  |
| Peso                    | 230 gramos (con batería incluida) | 230 gramos (con batería incluida) |  |
| Botones                 | - Stick derecho - Stick izquierdo - Botones A B X Y L R ZL ZR + START − SELECT - + Panel de control - Botón 🏠︎ HOME - Botón ⏻ POWER - Botón SYNC | - Stick derecho - Stick izquierdo - Botones A B X Y L R ZL ZR + START − SELECT - + Panel de control - Botón 🏠︎ HOME - Botón ⏻ POWER - Botón SYNC |  |
| Conexiones inalámbricas | Bluetooth 3.0 | Bluetooth 3.0 |  |
| Batería                 | Iones de litio recargables. Voltaje estándar: 3.7 V. Capacidad: 1300 mAh                                                                         | Iones de litio recargables. Voltaje estándar: 3.7 V. Capacidad: 1300 mAh                                                                         |  |
| Vibración               | Si | |  |
| I/O                     | Mini USB-B (el cable está incluido con el control)                                                                                               | Mini USB-B (el cable está incluido con el control)                                                                                               |  |
| Duración de la batería  | Aproximadamente 80 horas *Esta es una estimación. La duración de la batería puede acortarse según el uso.                                        | Aproximadamente 80 horas *Esta es una estimación. La duración de la batería puede acortarse según el uso.                                        |  |
| Tiempo de carga         | Aproximadamente 4 a 5 horas * El control puede cargarse por medio del cable Mini USB-B, incluso conectándolo en la consola y seguir jugando.     | Aproximadamente 4 a 5 horas * El control puede cargarse por medio del cable Mini USB-B, incluso conectándolo en la consola y seguir jugando.     |  |

## Juegos que usan el Wii U Pro Controller
Varios de los videojuegos compatibles con el Wii U Pro Controller, son también compatibles con el Wii Classic Controller, algunos de los primeros videojuegos lanzados para la consola solo aceptaban el Wii Classic Controller y no el Wii U Pro Controller, como Epic Mickey 2: The Power of Two, aunque varios de ellos acabaron recibiendo actualizaciones para poder utilizar el Wii U Pro Controller.
A continuación, se enlistarán los videojuegos de la consola compatibles con el Wii U Pro Controller.
| Título                                                    | Año  | Wii U Pro Controller | Wii Classic Controller | Notas |
| --------------------------------------------------------- | ---- | -------------------- | ---------------------- | --- |
| 3Souls                                                    | 2016 | Sí                   | No                     | Solo para el modo multijugador cooperativo                                                                      |
| 007 Legends                                               | 2012 | Sí                   | No                     | Solo para el modo multijugador                                                                                  |
| 99Moves                                                   | 2013 | Sí                   | Sí                     | |
| 99Seconds                                                 | 2012 | Sí                   | No                     | |
| 1001 Spikes                                               | 2016 | Sí                   | No                     | |
| A World of Keflings                                       | 2010 | Sí                   | No                     | Publicado en 2014 para Wii U                                                                                    |
| Adventure Time: Explore the Dungeon Because I Don't Know! | 2013 | Sí                   | Sí                     | |
| Alphadia Genesis                                          | 2014 | Sí                   | Sí                     | |
| Armillo                                                   | 2014 | Sí                   | No                     | |
| Assassin's Creed III                                      | 2012 | Sí                   | No                     | |
| Assassin's Creed IV: Black Flag                           | 2013 | Sí                   | No                     | |
| Batman: Arkham Origins                                    | 2013 | Sí                   | No                     | |
| Bayonetta                                                 | 2009 | Sí                   | Sí                     | Publicado en 2014 para Wii U                                                                                    |
| Bayonetta 2                                               | 2014 | Sí                   | Sí                     | |
| Ben 10: Omniverse                                         | 2012 | Sí                   | Sí                     | |
| Ben 10: Omniverse 2                                       | 2013 | Sí                   | Sí                     | |
| Bombing Bastards                                          | 2014 | Sí                   | Sí                     | |
| Cabela's Dangerous Hunts 2013                             | 2012 | Sí                   | Sí                     | |
| Call of Duty: Black Ops II                                | 2012 | Sí                   | Sí                     | |
| Call of Duty: Ghosts                                      | 2013 | Sí                   | Sí                     | |
| Cars 3: Driven to Win                                     | 2017 | Sí                   | No                     | |
| CastleStorm                                               | 2013 | Sí                   | No                     | |
| Chariot                                                   | 2014 | Sí                   | No                     | Publicado en 2015 para Wii U                                                                                    |
| Chests O' Booty                                           | 2014 | Sí                   | No                     | |
| Chubbins                                                  | 2013 | Sí                   | No                     | |
| Cloudberry Kingdom                                        | 2013 | Sí                   | No                     | |
| Cosmophony                                                | 2014 | Sí                   | No                     | |
| Costume Quest 2                                           | 2014 | Sí                   | No                     | |
| Cube Life: Island Survival                                | 2015 | Sí                   | Sí                     | |
| Darksiders II                                             | 2012 | Sí                   | No                     | |
| Disney Infinity                                           | 2013 | Sí                   | Sí                     | |
| Disney Infinity 2.0                                       | 2014 | Sí                   | Sí                     | |
| Disney Infinity 3.0                                       | 2015 | Sí                   | Sí                     | |
| Donkey Kong Country: Tropical Freeze                      | 2014 | Sí                   | No                     | |
| Dr. Luigi                                                 | 2013 | Sí                   | Sí                     | |
| DuckTales: Remastered                                     | 2013 | Sí                   | No                     | |
| Dungeons & Dragons: Chronicles of Mystara                 | 2013 | Sí                   | Sí                     | |
| F1 Race Stars: Powered Up Edition                         | 2012 | Sí                   | Sí                     | Publicado en 2014 para Wii U                                                                                    |
| Family Tennis SP                                          | 2014 | Sí                   | Sí                     | |
| Fast & Furious: Showdown                                  | 2013 | Sí                   | Sí                     | Solo para el modo multijugador                                                                                  |
| FAST Racing NEO                                           | 2015 | Sí                   | Sí                     | |
| FIFA 13                                                   | 2012 | Sí                   | Sí                     | |
| Fist of the North Star: Ken's Rage 2                      | 2012 | Sí                   | Sí                     | |
| Flowerworks HD: Follie's Adventure                        | 2014 | Sí                   | No                     | |
| GetClose                                                  | 2014 | Sí                   | No                     | |
| Giana Sisters: Twisted Dreams                             | 2012 | Sí                   | No                     | |
| Gravity Badgers                                           | 2013 | Sí                   | No                     | |
| Guacamelee!: Super Turbo Championship Edition             | 2014 | Sí                   | No                     | |
| Hello Kitty Kruisers                                      | 2014 | Sí                   | Sí                     | |
| How to Survive                                            | 2013 | Sí                   | No                     | Publicado en 2014 para Wii U                                                                                    |
| Hyrule Warriors                                           | 2014 | Sí                   | No                     | |
| Injustice: Gods Among Us                                  | 2013 | Sí                   | Sí                     | |
| Ittle Dew                                                 | 2013 | Sí                   | No                     | Publicado en 2014 para Wii U                                                                                    |
| Kickbeat: Special Edition                                 | 2014 | Sí                   | No                     | |
| Kirby and the Rainbow Curse                               | 2014 | Sí                   | Sí                     | Solo para el modo multijugador                                                                                  |
| Knytt Underground                                         | 2012 | Sí                   | Sí                     | Publicado en 2013 para Wii U                                                                                    |
| Kung Fu Rabbit                                            | 2012 | Sí                   | Sí                     | Publicado en 2013 para Wii U                                                                                    |
| Lego Batman 3: Beyond Gotham                              | 2014 | Sí                   | Sí                     | Solo para el modo multijugador                                                                                  |
| Lego Jurassic World                                       | 2015 | Sí                   | Sí                     | Solo para el modo multijugador                                                                                  |
| Lego Marvel Super Heroes                                  | 2013 | Sí                   | No                     | Solo para el modo multijugador                                                                                  |
| Lego The Hobbit                                           | 2014 | Sí                   | No                     | Solo para el modo multijugador                                                                                  |
| Madden NFL 13                                             | 2012 | Sí                   | No                     | |
| Mario Kart 8                                              | 2014 | Sí                   | Sí                     | |
| Mario Tennis: Ultra Smash                                 | 2015 | Sí                   | Sí                     | |
| Mass Effect 3                                             | 2012 | Sí                   | No                     | |
| Master Reboot                                             | 2014 | Sí                   | No                     | |
| Maze                                                      | 2017 | Sí                   | No                     | |
| Mighty No. 9                                              | 2016 | Sí                   | Sí                     | |
| Mighty Switch Force! 2                                    | 2013 | Sí                   | Sí                     | |
| Mighty Switch Force!: Hyper Drive Edition                 | 2011 | Sí                   | Sí                     | Publicado en 2012 para Wii U                                                                                    |
| Minecraft: Wii U Edition                                  | 2015 | Sí                   | Sí                     | |
| Monkey Pirates                                            | 2015 | Sí                   | Sí                     | |
| Monster Hunter 3 Ultimate                                 | 2011 | Sí                   | Sí                     | Publicado en 2012 para Wii U                                                                                    |
| Mutant Mudds Deluxe                                       | 2012 | Sí                   | Sí                     | Publicado en 2013 para Wii U                                                                                    |
| Nano Assault Neo                                          | 2012 | Sí                   | Sí                     | Solo para el modo multijugador                                                                                  |
| NBA 2K13                                                  | 2012 | Sí                   | No                     | |
| Need for Speed: Most Wanted U                             | 2012 | Sí                   | Sí                     | |
| NES Remix                                                 | 2013 | Sí                   | Sí                     | Conocido en Japón como Famicom Remix                                                                            |
| NES Remix 2                                               | 2014 | Sí                   | Sí                     | Conocido en Japón como Famicom Remix 2                                                                          |
| New Super Luigi U                                         | 2013 | Sí                   | No                     | |
| New Super Mario Bros. U                                   | 2012 | Sí                   | No                     | |
| Ninja Gaiden 3: Razor's Edge                              | 2012 | Sí                   | No                     | |
| Nintendo Land                                             | 2012 | Sí                   | No                     | Solo para el modo multijugador y con algunos minijuegos                                                         |
| One Piece: Unlimited World Red                            | 2013 | Sí                   | Sí                     | Publicado en 2014 para Wii U                                                                                    |
| Pac-Man & The Ghostly Adventures                          | 2013 | Sí                   | Sí                     | |
| Pac-Man & The Ghostly Adventures 2                        | 2014 | Sí                   | Sí                     | |
| Pier Solar HD                                             | 2010 | Sí                   | Sí                     | Publicado en 2014 para Wii U                                                                                    |
| Pikmin 3                                                  | 2013 | Sí                   | No                     | |
| Plenty of Fishies                                         | 2014 | Sí                   | Sí                     | |
| Pokémon Rumble U                                          | 2013 | Sí                   | Sí                     | |
| Pokkén Tournament                                         | 2015 | Sí                   | Sí                     | Publicado en 2016 para Wii U                                                                                    |
| Pure Chess                                                | 2012 | Sí                   | No                     | Publicado en 2014 para Wii U                                                                                    |
| Rayman Legends                                            | 2013 | Sí                   | Sí                     | Solo para el modo multijugador                                                                                  |
| Resident Evil: Revelations                                | 2012 | Sí                   | No                     | Publicado en 2013 para Wii U                                                                                    |
| Rock Zombie                                               | 2014 | Sí                   | No                     | |
| Rodea the Sky Soldier                                     | 2015 | Sí                   | Sí                     | |
| Runbow                                                    | 2015 | Sí                   | Sí                     | |
| Scram Kitty and His Buddy on Rails                        | 2014 | Sí                   | No                     | |
| Shakedown Hawaii                                          | 2019 | Sí                   | Sí                     | Publicado en 2020 para Wii U                                                                                    |
| Shantae and the Pirate's Curse                            | 2014 | Sí                   | Sí                     | |
| Shantae: Half-Genie Hero                                  | 2016 | Sí                   | No                     | |
| Shantae: Risky's Revenge                                  | 2010 | Sí                   | No                     | Publicado en 2016 para Wii U                                                                                    |
| Shiny the Firefly                                         | 2014 | Sí                   | No                     | |
| Shovel Knight                                             | 2014 | Sí                   | Sí                     | |
| Shuttle Rush                                              | 2014 | Sí                   | Sí                     | |
| Skylanders Giants                                         | 2012 | Sí                   | Sí                     | |
| Skylanders: Imaginators                                   | 2016 | Sí                   | Sí                     | |
| Skylanders: SuperChargers                                 | 2014 | Sí                   | Sí                     | |
| Skylanders: Swap Force                                    | 2013 | Sí                   | Sí                     | |
| Skylanders: Trap Team                                     | 2014 | Sí                   | Sí                     | |
| Snake Den                                                 | 2018 | Sí                   | No                     | |
| Sonic & All-Stars Racing Transformed                      | 2012 | Sí                   | Sí                     | |
| Sonic Boom: Rise of the Lyric                             | 2014 | Sí                   | Sí                     | Solo para el modo multijugador                                                                                  |
| Sonic Lost World                                          | 2013 | Sí                   | Sí                     | Solo para el modo multijugador También compatible con conexión a Nintendo 3DS                                   |
| Splatoon                                                  | 2015 | Sí                   | Sí                     | Solo para el modo multijugador local                                                                            |
| Spy Chameleon                                             | 2014 | Sí                   | Sí                     | |
| Star Fox Zero                                             | 2016 | Sí                   | No                     | Solo para el modo multijugador cooperativo                                                                      |
| Star Wars Pinball                                         | 2013 | Sí                   | No                     | |
| Stealth Inc. 2                                            | 2014 | Sí                   | Sí                     | |
| SteamWorld Dig                                            | 2013 | Sí                   | No                     | Publicado en 2015 para Wii U                                                                                    |
| Stick It to the Man!                                      | 2014 | Sí                   | Sí                     | |
| Super Mario 3D World                                      | 2013 | Sí                   | Sí                     | |
| Super Mario Maker                                         | 2015 | Sí                   | Sí                     | |
| Super Smash Bros for Wii U                                | 2014 | Sí                   | Sí                     | También compatible con el GameCube Controller y conexión con Nintendo 3DS                                       |
| Super Toy Cars                                            | 2014 | Sí                   | No                     | |
| Tank! Tank! Tank!                                         | 2009 | Sí                   | Sí                     | Publicado en 2012 para Wii U Solo para el modo multijugador                                                     |
| Tekken Tag Tournament 2: Wii U Edition                    | 2011 | Sí                   | Sí                     | Publicado en 2012 para Wii U                                                                                    |
| Tested With Robots!                                       | 2014 | Sí                   | Sí                     | |
| Tetrobot and Co.                                          | 2014 | Sí                   | No                     | |
| The Amazing Spider-Man                                    | 2012 | Sí                   | No                     | Publicado en 2013 para Wii U                                                                                    |
| The Amazing Spider-Man 2                                  | 2014 | Sí                   | No                     | |
| The Cave                                                  | 2013 | Sí                   | No                     | |
| The Legend of Zelda: Breath of the Wild                   | 2017 | Sí                   | No                     | A pesar de que la caja del videojuego comente que es compatible el Wii Classic Controller, en realidad no lo es |
| The Legend of Zelda: The Wind Waker HD                    | 2013 | Sí                   | No                     | |
| The Legend of Zelda: Twilight Princess HD                 | 2016 | Sí                   | No                     | |
| The Lego Movie Videogame                                  | 2014 | Sí                   | No                     | Solo para el modo multijugador                                                                                  |
| The Walking Dead: Survival Instinct                       | 2013 | Sí                   | No                     | |
| The Wonderful 101                                         | 2013 | Sí                   | Sí                     | |
| Thomas Was Alone                                          | 2012 | Sí                   | No                     | |
| TNT Racers - Nitro Machines Edition                       | 2011 | Sí                   | No                     | Publicado en 2013 para Wii U                                                                                    |
| Tom Clancy's Splinter Cell: Blacklist                     | 2013 | Sí                   | No                     | |
| Transformers: Prime – The Game                            | 2012 | Sí                   | No                     | |
| Transformers: Rise of the Dark Spark                      | 2014 | Sí                   | No                     | |
| Trine 2: Director's Cut                                   | 2011 | Sí                   | Sí                     | Publicado en 2012 para Wii U                                                                                    |
| Trine: Enchanted Edition                                  | 2009 | Sí                   | Sí                     | Publicado en 2015 para Wii U                                                                                    |
| Turbo: Super Stunt Squad                                  | 2013 | Sí                   | Sí                     | Solo para el modo multijugador                                                                                  |
| Warriors Orochi 3 Hyper                                   | 2011 | Sí                   | Sí                     | Publicado en 2012 para Wii U                                                                                    |
| Watch Dogs                                                | 2014 | Sí                   | No                     | |
| Wipeout 3                                                 | 2012 | Sí                   | No                     | |
| Wooden Sen'SeY                                            | 2013 | Sí                   | Sí                     | Publicado en 2014 para Wii U                                                                                    |
| Xenoblade Chronicles X                                    | 2015 | Sí                   | No                     | |
| XType Plus                                                | 2014 | Sí                   | Sí                     | |
| Yoshi's Woolly World                                      | 2015 | Sí                   | Sí                     | |
| Zen Pinball 2                                             | 2012 | Sí                   | No                     | Publicado en 2013 para Wii U                                                                                    |
| ZombiU                                                    | 2012 | Sí                   | No                     | Solo para el modo multijugador                                                                                  |